# 卡拉帕帕赫人
卡拉帕帕赫人（Karapapakh, Garapapag, Terekeme）是一個西亞地區的突厥語民族，分布於阿塞拜疆、格魯吉亞、土耳其東北部、亞美尼亞和伊朗。總人口不詳，應為數十萬。他们是烏古斯人的分支。